# Weezenhof
Weezenhof is een wijk in Nijmegen. Op 1 januari 2023 telde de wijk 3.555 inwoners, verdeeld over 1.703 woningen, met een gemiddelde WOZ-waarde van € 336.000, op een oppervlakte van 0,86 km². 
Ze bevindt zich in het uiterste zuiden van Nijmegen in het stadsdeel Dukenburg en is gesitueerd tussen de A73, de Van Boetbergweg, het Maas-Waalkanaal en natuurgebied Vogelzang. De wijk is genoemd naar boerderij "De Weezenhof" die in 1911 is gebouwd en gelegen is aan de Staddijk (vroeger de Vossendijk).

## Bebouwing en voorzieningen
Aan de rand van Weezenhof staan een aantal flats, gelegen aan de Van Boetbergweg. Iets meer de wijk in lag een winkelcentrum. Deze is 11-04-2017 door brand verwoest . . Sindsdien heeft de eigenaar van deze grond geen inspanningen verricht om deze locatie toonbaar te maken. Naast het voormalige complex staat 'het huis van de Weezenhof' Een initiatief van bewoners van de Weezenhof om de verbinding in de wijk te verbeteren.
De rest van de huizen is laagbouw, afgewisseld met lage seniorenflats. Er is  een basisschool met twee locaties in de wijk en een gymnastiekzaal.
Opvallend aan de stratenstructuur, is dat deze opgebouwd is met een boom als voorbeeld.

## Openbaar vervoer
Door Weezenhof rijdt Breng lijn 331. Deze rijdt vanaf Weezenhof via Meijhorst, Tolhuis, station Dukenburg (Brabantse Poort) over de Graafseweg naar het centraal station en naar de Waalkade om vervolgens verder te reizen naar Arnhem. Aan de rand van de wijk kunnen reizigers ook nog opstappen bij haltes op de Van Boetbergweg. Deze haltes zijn Van Boetbergweg/Aldenhof (lijn 9) en Van Boetbergweg/Malvert (lijnen 6 en 9). Lijn 6 is de frequente buslijn van Neerbosch-Oost naar station Dukenburg via Centrum, CS, Radboudumc, Hatert, Malvert en Zwanenveld. Lijn 9 is een buslijn van Nijmegen CS via campus Heyendaal naar Grave.

## Afbeelingen

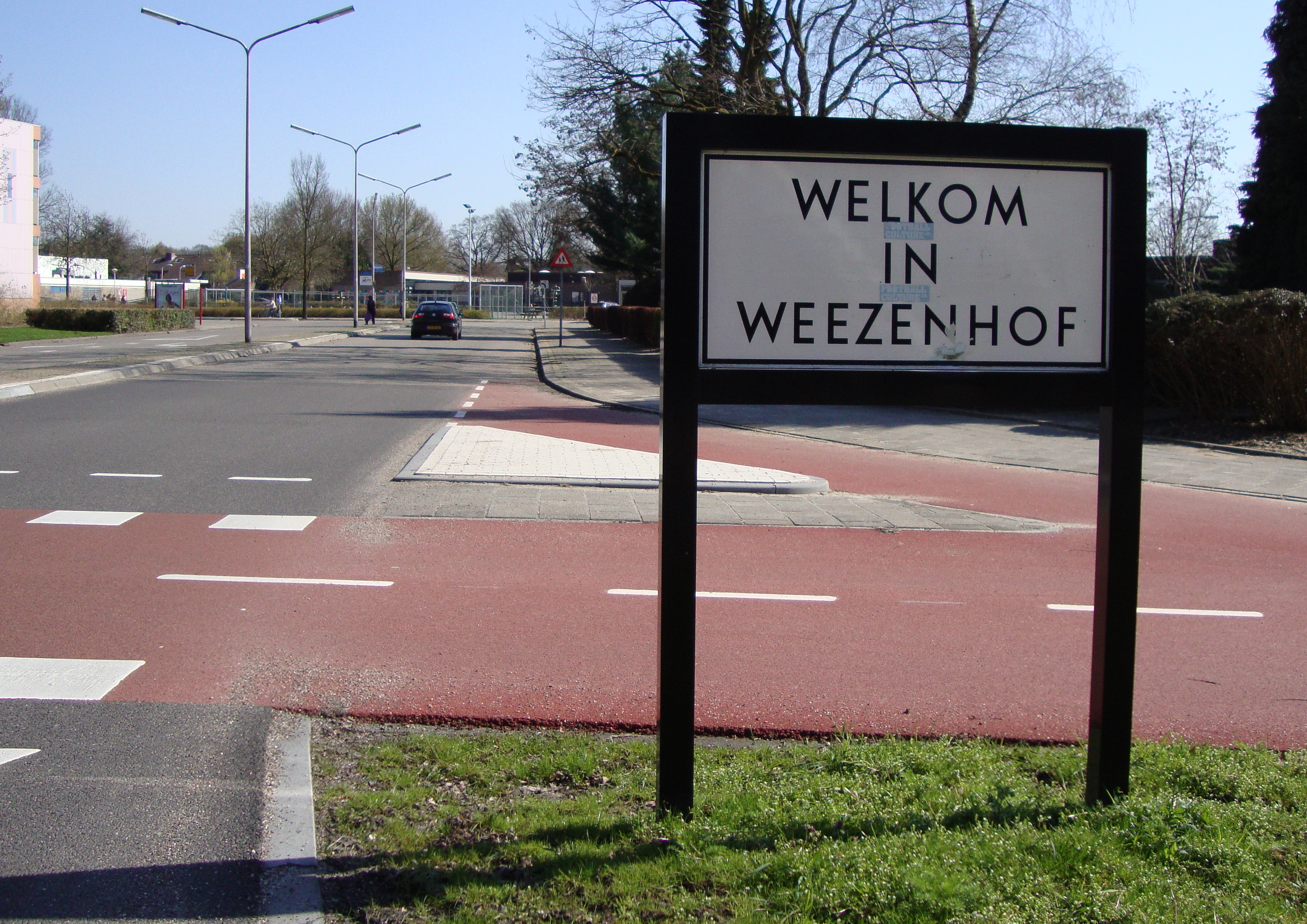
Bord Welkom in Weezenhof
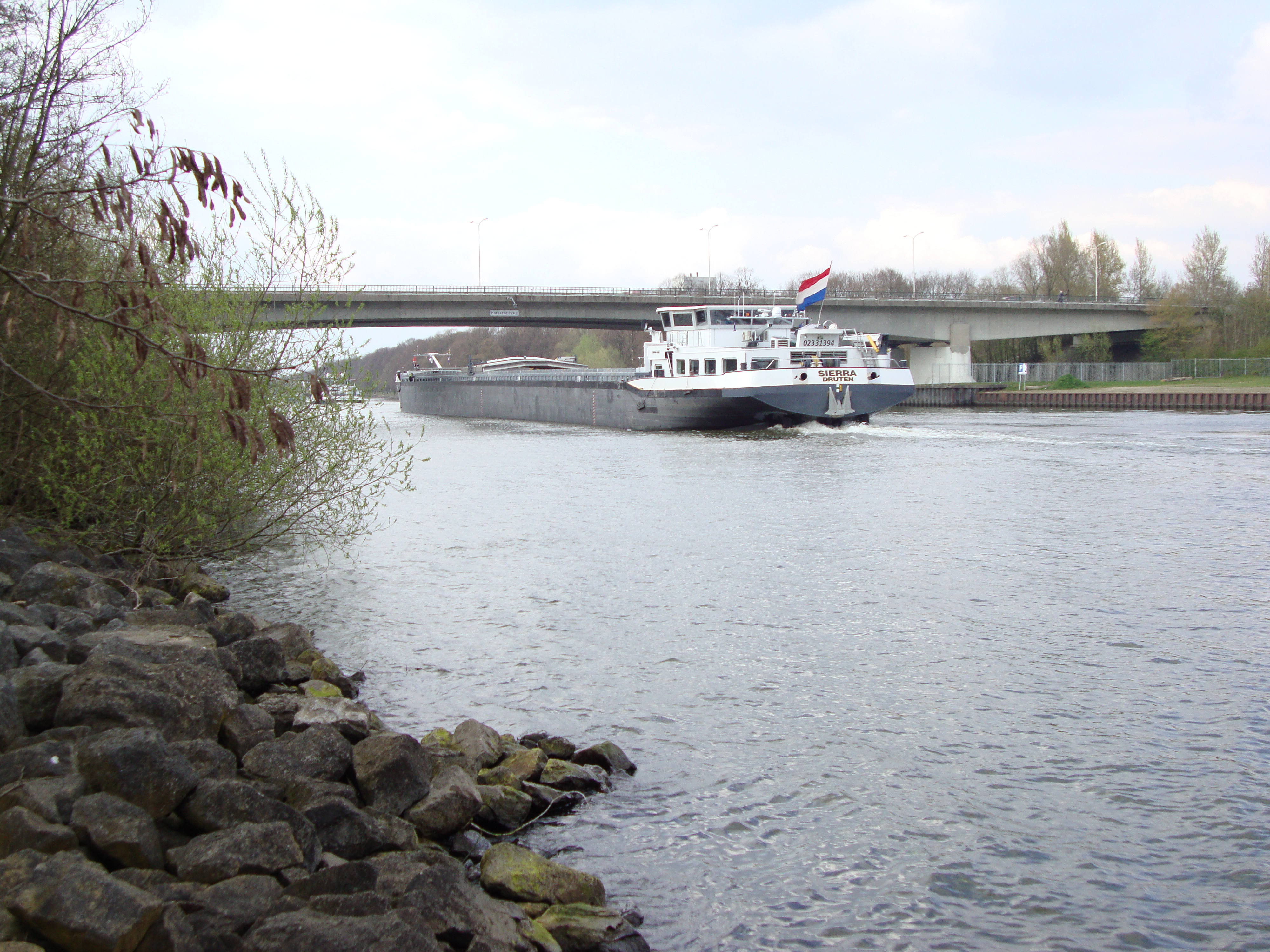
De Hatertse Brug gezien vanuit Weezenhof
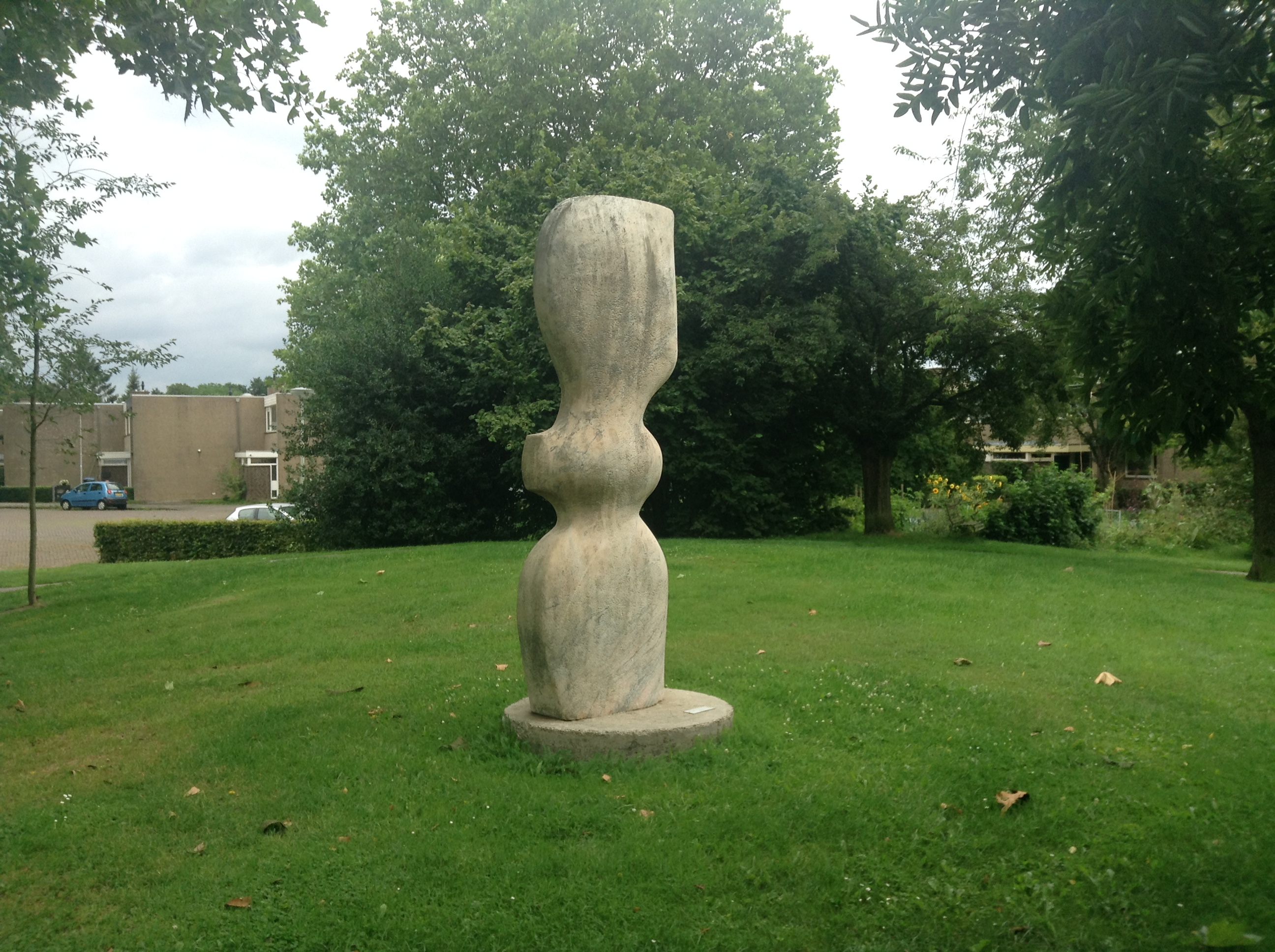
Beeld van Ben van Pinxteren bij eindpunt Lijn 331 (Weezenhof )
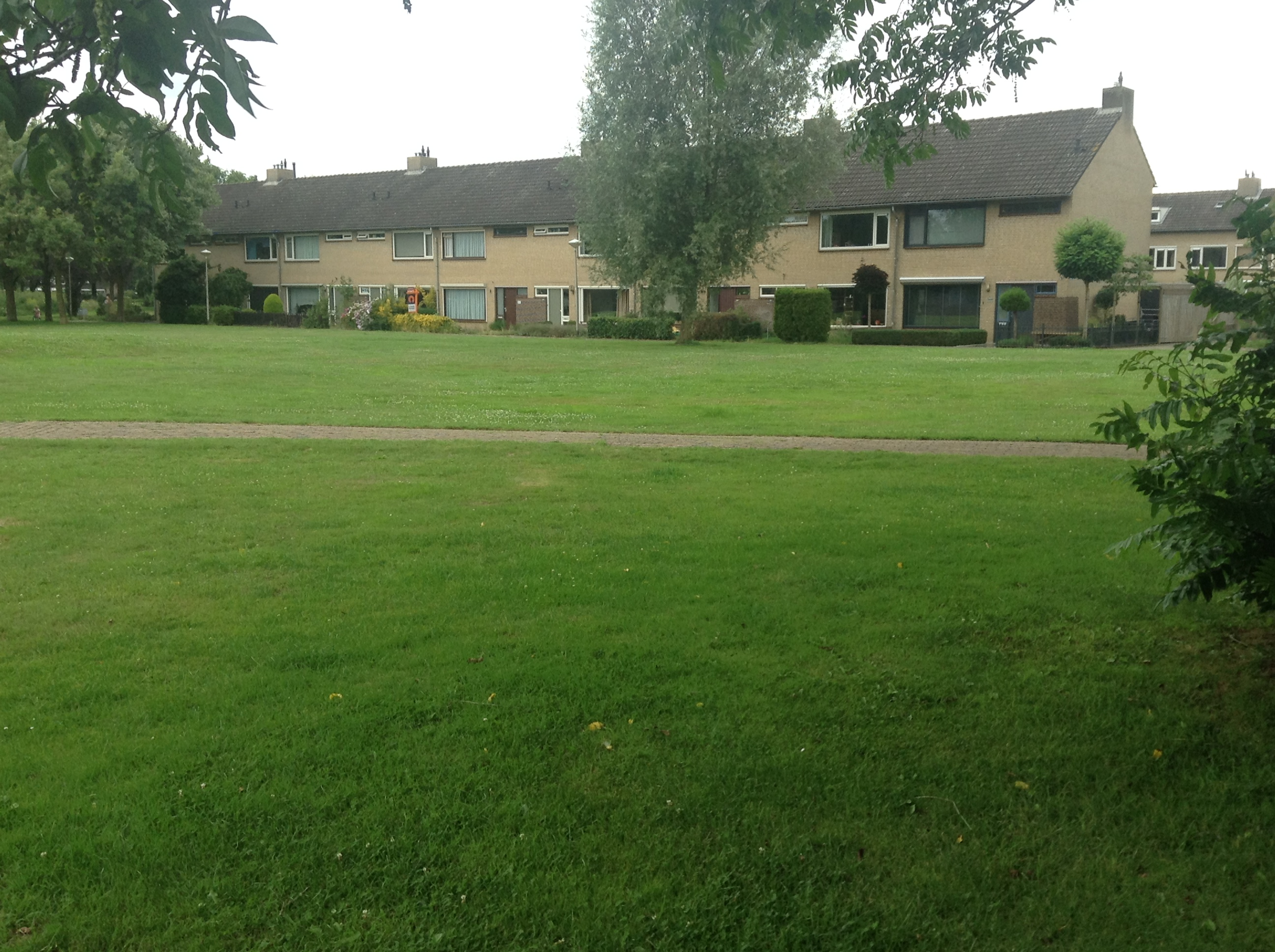
Laagbouw in Weezenhof
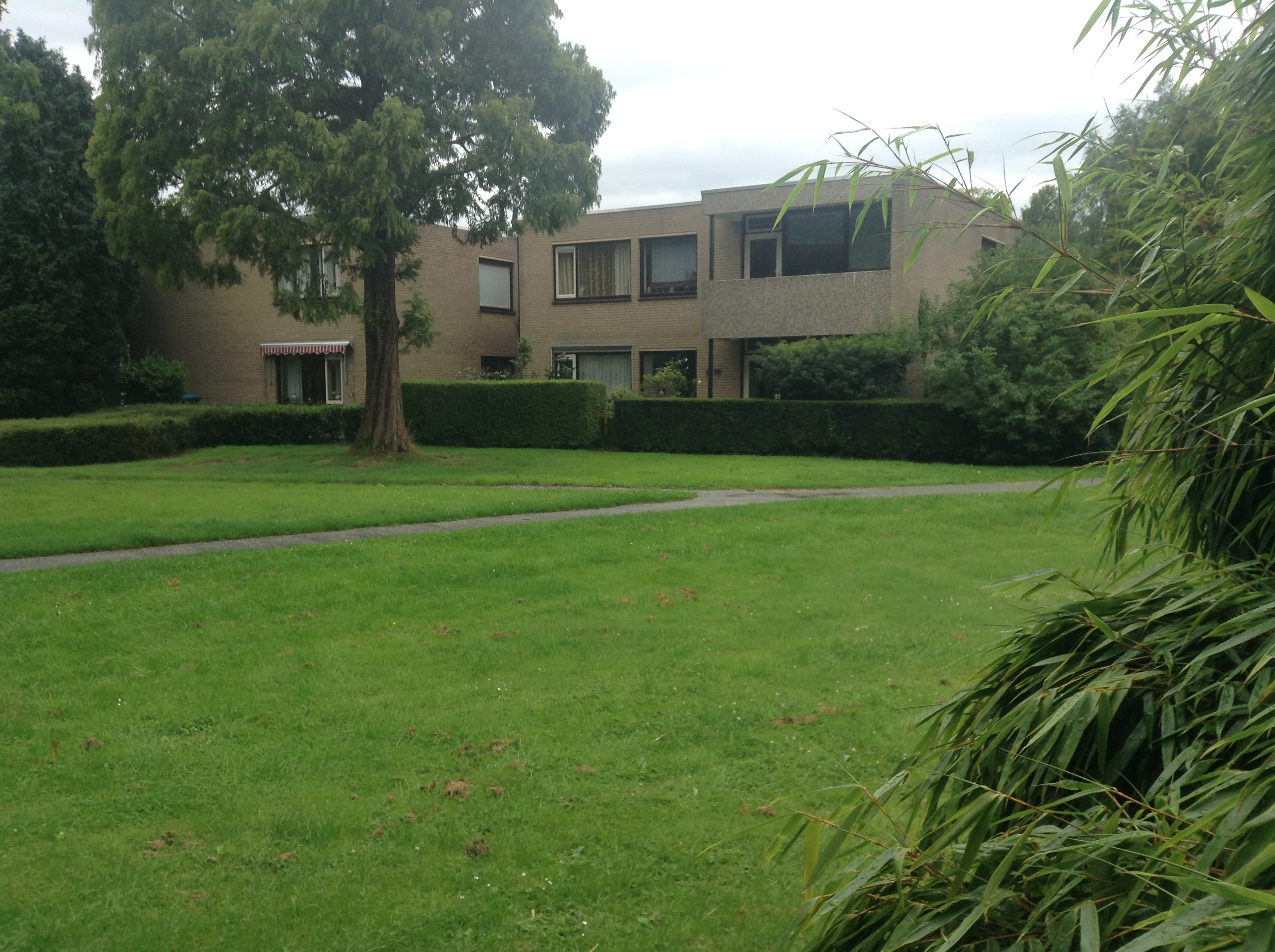
Seniorenwoningen in Weezenhof
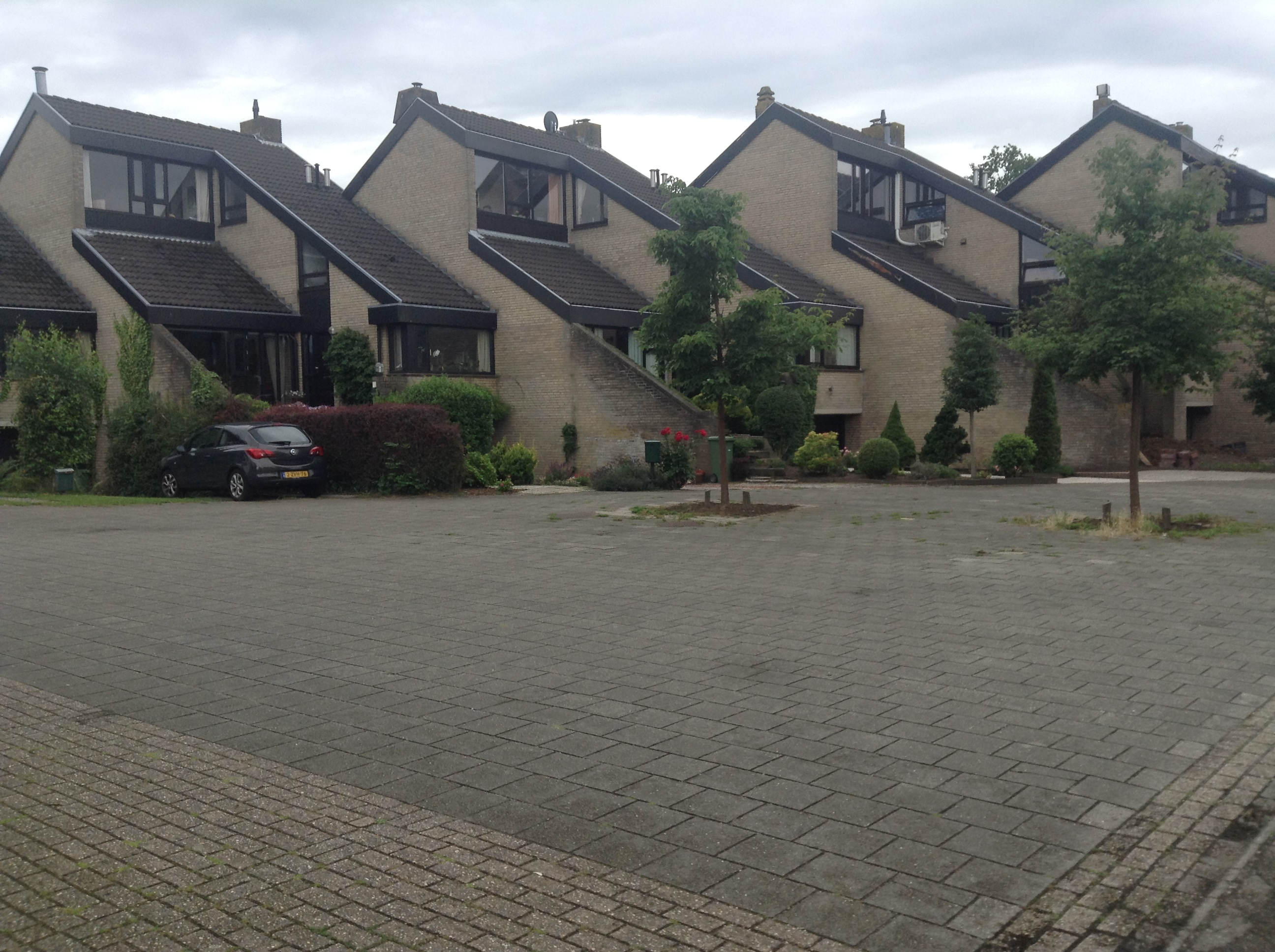
Vierlaagswoningen in Weezenhof
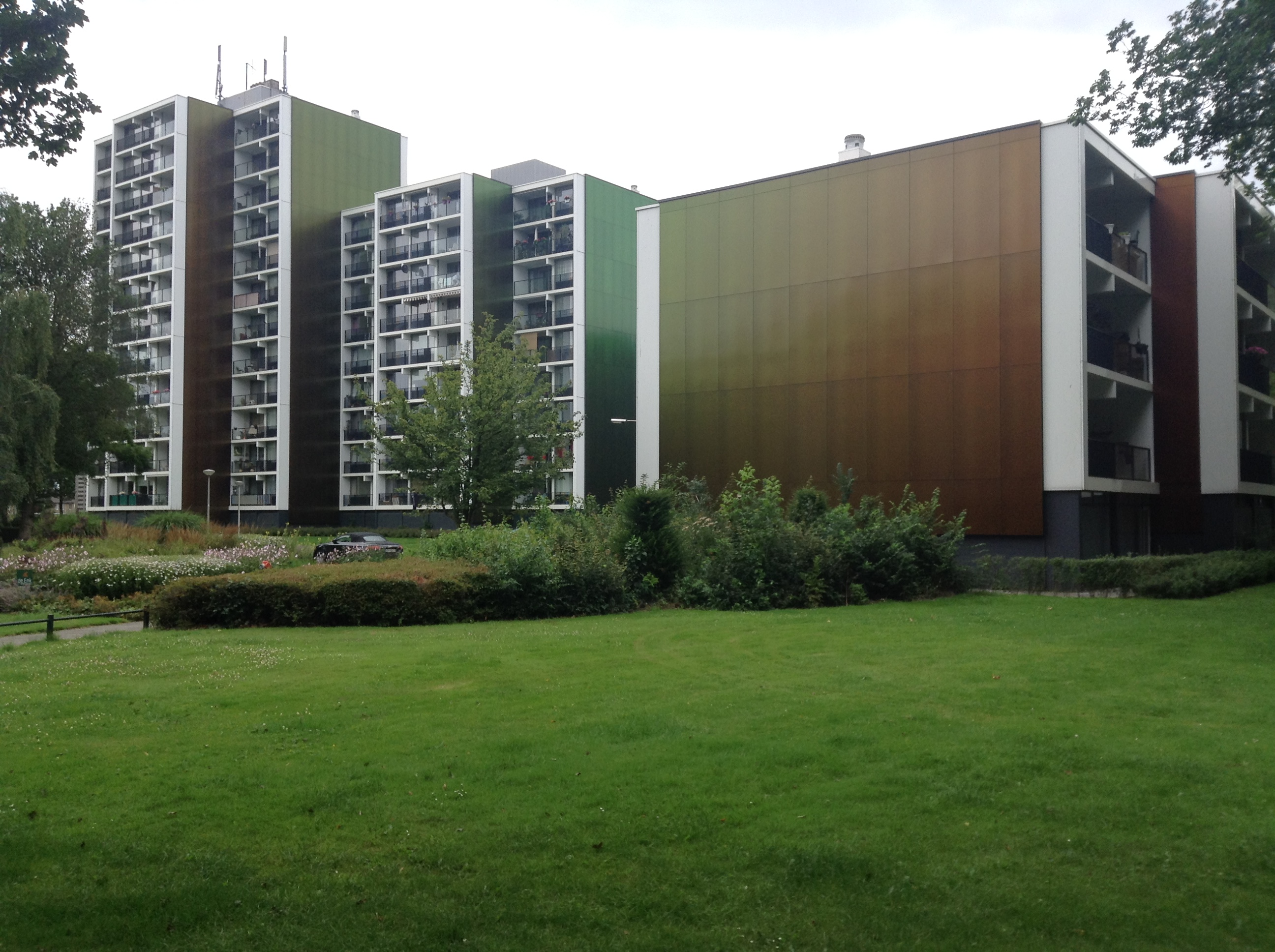
Hoogbouw in Weezenhof
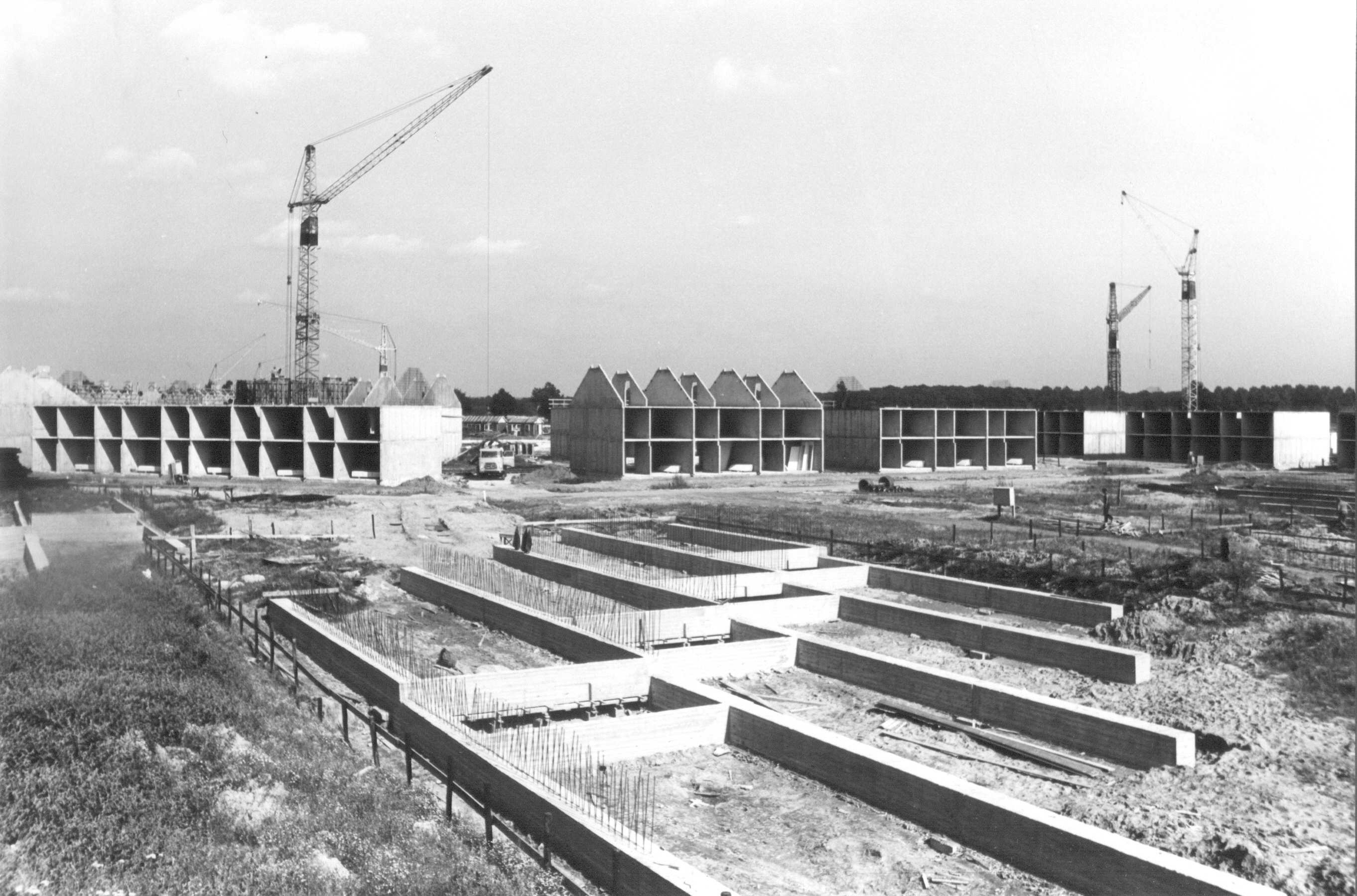
Woningen in Weezenhof in aanbouw, 1972